# San Juan (Puerto Rico)
San Juan is een van de 78 gemeenten (municipio) in Puerto Rico, een 'unincorporated territory' van de Verenigde Staten. De gemeente heeft een landoppervlakte van 124 km² en telt 395.326 inwoners (volkstelling 2010). San Juan is de hoofdstad en grootste stad van Puerto Rico. Ze is gelegen in het noorden van het eiland. In de agglomeratie rond de stad wonen ongeveer 2,5 miljoen mensen.

## Geschiedenis
In 1493 ontdekte Christoffel Columbus Puerto Rico en noemde de plaats waar nu de stad gelegen is San Juan Bautista. Deze plaats groeide vlug uit tot de belangrijkste militaire nederzetting van de Amerikaanse gebieden.
In 1508 werd Ponce de León er aangesteld als de eerste gouverneur van het eiland. Hij gaf het de naam Puerto Rico, Spaans voor mooie of goede haven. De eerste echte nederzetting noemde men Caparra. Caparra lag zo'n drie kilometer ten zuiden van het smalle en kleine eiland San Juan, dicht in de buurt van een moeras, was moeilijk te verdedigen en lag tot slot ver van de zee. In 1511 kwam de oorspronkelijke Taíno bevolking in opstand. In 1521 verhuisde men naar het eiland waar nu Oud San Juan ligt. Ter bescherming tegen aanvallen door de Taíno, piraten en boekaniers, werden al snel de eerste versterkingen gebouwd. La Fortaleza was in 1540 als eerste gereed, later kwamen daar het kasteel San Felipe del Morro (El Morro), El Cañuelo, het kasteel van San Cristóbal en het fort van San Gerónimo bij.
In 1595 werd de stad aangevallen door sir Francis Drake. De Spanjaarden waren vroegtijdig gewaarschuwd en de verdediging was georganiseerd toen Drake met zijn vloot op 22 november voor de kust werd gesignaleerd. Op de 23e deed Drake een aanval met 1500 man, maar na een bloedig gevecht trokken zij zich terug. Drake vertrok met zijn vloot. In 1598 volgde een succesvolle aanval door de Engelsen onder leiding van George Clifford, de 3e graaf van Cumberland. Hij landde op 16 juni zijn troepen ten oosten van de plaats en twee dagen later kwamen ze over de San Antoniobrug op het kleine eiland. De stad werd ingenomen en op 1 juli volgde de overgave van El Morro. De Engelsen zochten vergeefs naar goud en zilver en velen kwamen om door tropische ziekten. Clifford besloot te vertrekken, maar voor zijn vertrek werd de stad geplunderd en alles van waarde werd meegenomen en de huizen in brand gestoken.
In 1625 volgde de Nederlander Boudewijn Hendricksz, in dienst van de West-Indische Compagnie, met zijn troepen. De stad werd geplunderd, maar het het kasteel San Felipe werd niet ingenomen. In 1797 vielen de Engelsen weer aan, nu onder bevel van admiraal Henry Harvey en sir Ralph Abercromby. Op 17 april 1797 landden zij hun troepenmacht van 14.000 man in Cangrejos, ongeveer vijf kilometer ten westen van San Juan. Het was een grote overmacht in vergelijking met de paar duizend Spaanse verdedigers. Harvey blokkeerde met zijn schepen de haven en Abercromby probeerde de stad over land te bereiken. De gouverneur van Puerto Rico, Ramón de Castro y Gutiérrez, bood fel tegenstand en de verovering van de stad werd verijdeld. Op 30 april verlieten de Engelsen Puerto Rico. Tijdens de Spaans-Amerikaanse Oorlog in 1898 werd de stad bezet door de VS.
In San Juan zijn verschillende historische gebouwen te vinden, zoals de kastelen El Morro en San Cristóbal en La Fortaleza, de residentie van de gouverneur.
In 1983 werden La Fortaleza en San Juan als historische plaatsen in Puerto Rico door UNESCO tot werelderfgoed verklaard.

## Transport
San Juan is een belangrijke haven, van waaruit suiker, tabak, koffie en fruit worden geëxporteerd, vooral naar de Verenigde Staten. Belangrijk voor de economie en industrie zijn toerisme, brouwerijen, rum, metaalproducten, cement en kleding. Diverse cruiseschepen doen de haven aan.
Bij de stad ligt de internationale luchthaven Luis Muñoz Marín International Airport.

## Stedenband
- Honolulu (Verenigde Staten)

## Bekende inwoners van San Juan

### Geboren
- Bruce Gray (1936-2017), Canadees acteur
- Pedro Pierluisi (1959), gouverneur van Puerto Rico (2019, 2021-2025)
- Luis Fortuño (1960), gouverneur van Puerto Rico (2009-2013)
- Gigi Fernández (1964), tennisster
- Kamar de los Reyes (1967-2023), acteur
- Luis Miguel (1970), Mexicaans zanger
- Ricky Martin (1971), zanger
- Raúl Papaleo (1971), beachvolleyballer
- Tego Calderón (1972), rapper
- Ramón Hernández (1972), beachvolleyballer
- Roselyn Sánchez (1973), actrice en model
- Joaquin Phoenix (1974), acteur
- Daddy Yankee (1977), zanger
- Luis Fonsi (1978), zanger
- Gabriel Ríos (1978), zanger
- Ricky Rosselló (1979), gouverneur van Puerto Rico (2017-2019)
- Mónica Puig (1993), tennisster